# Micropogonias fasciatus
Micropogonias fasciatus és una espècie de peix de la família dels esciènids i de l'ordre dels perciformes.

## Hàbitat
És un peix marí, de clima subtropical i demersal.

## Distribució geogràfica
Es troba al Pacífic sud-oriental: Arica (Xile).

## Observacions
És inofensiu per als humans.